# 奶油刀

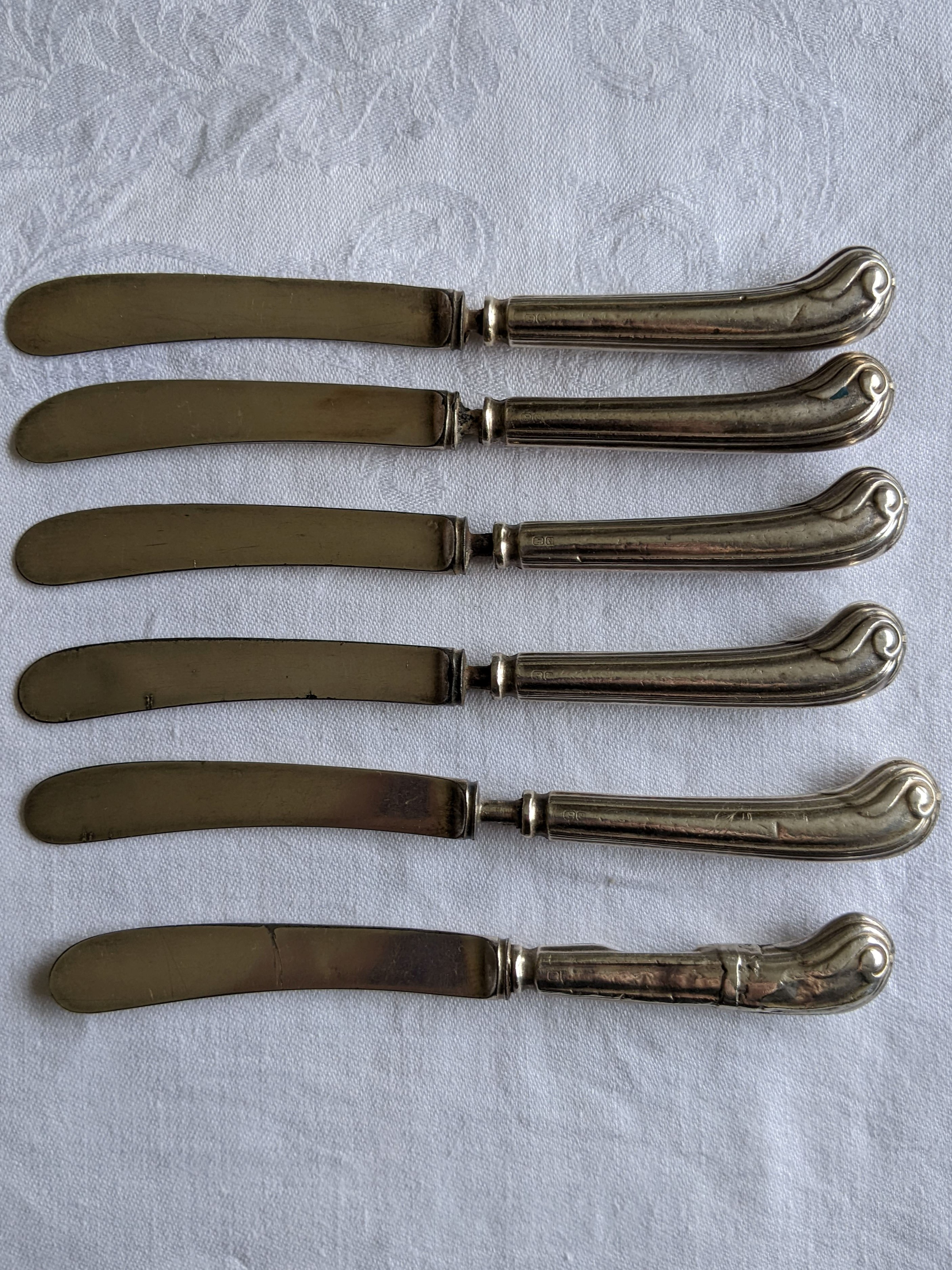
奶油刀

奶油刀（Butter knife）是一種有扁平的刀身與圓鈍的刀尖，用來在切割與塗抹奶油的小刀。在2014年，出現在刀身上打洞的奶油刀，可以直接刨取凍著的奶油。